# Osmanské Tunisko
Osmanské Tunisko, respektive Osmanský Tunis, je běžné historické označení pro severoafrickou provincii (ejálet) Osmanské říše, nazývající se Tuniský ejálet (arabsky إيالة تونس, osmansky Eyālet-i Tunus). Tuniský ejálet se rozkládal na území dnešní Tuniské republiky a existoval v rozmezí let 1574 až 1705, po nichž byl přetvořen v Tuniský bejlik. Sousedil s regentstvím Alžíru na západě a Tripolským ejáletem na západě.

## Symbolika

vlajka:
vlajka v roce 1685
v roce 1700 dle B. Lemse